# Opercularella lacerata
Opercularella lacerata är en nässeldjursart som först beskrevs av Johnston 1847.  Opercularella lacerata ingår i släktet Opercularella och familjen Campanulinidae. Arten är reproducerande i Sverige. Inga underarter finns listade i Catalogue of Life.